# Jolpajaltón
Jolpajaltón är en ort i Mexiko.   Den ligger i kommunen Chamula och delstaten Chiapas, i den sydöstra delen av landet, 700 km öster om huvudstaden Mexico City. Jolpajaltón ligger 2 496 meter över havet och antalet invånare är 438.
Terrängen runt Jolpajaltón är kuperad. Runt Jolpajaltón är det tätbefolkat, med 530 invånare per kvadratkilometer. Närmaste större samhälle är San Cristóbal de las Casas, 7,7 km söder om Jolpajaltón. Omgivningarna runt Jolpajaltón är en mosaik av jordbruksmark och naturlig växtlighet.